# Almesåkragölen
Almesåkragölen är en sjö i Nässjö kommun i Småland och ingår i Lagans huvudavrinningsområde. Sjön är 4,8 meter djup, har en yta på 0,018 kvadratkilometer och är belägen 315 meter över havet.